# インディアナポリス・ブルース
インディアナポリス・ブルース（Indianapolis Blues）は、1878年にインディアナ州インディアナポリスを本拠地として、ナショナルリーグに加盟していたプロ野球チーム。

## 球団史
ナショナルリーグ加盟前はマイナーのインターナショナルリーグに所属して、「キャピタルシティーズ」と名乗っていたチームだった。1877年にインディアナポリスで、キャピタルシティーズとナショナルリーグ参加チームとのエキシビション・ゲームが行われる。これは設立2年目のナショナルリーグで参加6球団のうち3球団（セントルイス、ルイビル、ハートフォード）が解散し、リーグ戦存続のため新たなフランチャイズ探しに迫られていた等の事情から、この年のエキシビション・ゲームで好成績を挙げたチームにナショナルリーグへの参加を認める、という措置によるものだった。球団は好成績を上げ、1878年にインディアナポリス初のメジャーリーグ球団としてナショナルリーグに加盟する。前年解散したセントルイス・ブラウンストッキングスからジョン・クラップを招聘したが、ロースターはわずか13人という小さなチームだった。
チームの成績はシーズン序盤は5割前後だったが、主力投手のノーランが勝てなくなってからは徐々に後退し、最終的には6球団中5位の成績に終わる。チームは1年活動しただけでシーズン終了後に解散、インターナショナルリーグでは多くの観客を集めていたそうだが、ナショナルリーグで1シーズンに動員した観客はわずか12,000人だった。

## 戦績
| 年度   | リーグ | 試合 | 勝利 | 敗戦 | 勝率 | 順位 | 監督             | 本拠地            |
| ------ | ------ | ---- | ---- | ---- | ---- | ---- | ---------------- | ----------------- |
| 1878年 | NL     | 63   | 24   | 36   | .400 | 5位  | ジョン・クラップ | South Street Park |

## 所属した主な選手
- オレーター・シェーファー：1878年に打率.338を記録。
- ジム・マコーミック：インディアナポリスでデビュー。控え投手だったが防御率1.69と好投した。

## 主な球団記録
- 通算安打数：90（オレーター・シェーファー）
- 通算打点数：36（ラス・マッケルヴィー）
- 通算勝利数：13（ジ・オンリー・ノーラン）
- 通算奪三振：125（ジ・オンリー・ノーラン）